# Dysphania submutata
Dysphania submutata là một loài bướm đêm trong họ Geometridae.